# ФК Слога ДИПО
ФК Слога ДИПО је фудбалски клуб из Горњих Подградаца, општина Градишка, који се такмичи у оквиру Подручне лиге Републике Српске.

## Историја
Клуб је основан 1926. године у Југославији. Клуб се од 1996. до 2010. такмичио у Другој лиги Републике Српске.

## Резултати
- Куп Републике Српске у фудбалу 2003/04. (шеснестина финала)
- Друга лига Републике Српске у фудбалу — Запад 2007/08. (10. мјесто)
- Друга лига Републике Српске у фудбалу — Запад 2008/09. (12. мјесто)
- Друга лига Републике Српске у фудбалу — Запад 2009/10. (13. мјесто)
- Регионална лига Републике Српске у фудбалу — Запад 2010/11. (12. мјесто)
- Подручна лига Републике Српске у фудбалу 2011/12.